# Oric-1
O Oric-1 foi um computador doméstico fabricado pela empresa Oric Products International Ltd em 1983.

## História
Com o sucesso do Sinclair ZX Spectrum, os acionistas da Tangerine sugeriram que a empresa produzisse um computador doméstico. A resposta foi a criação da Oric Products International Ltd, a qual desenvolveu o Oric-1 em 1983. Provido de uma UCP 6502A de 1 MHz, a máquina era guarnecida com 16 ou 48 KiB de RAM, vendidas por £ 129 e £169 respectivamente, imitando os modelos disponíveis para o popular ZX Spectrum e ficando abaixo do preço do Spectrum de 48 K por umas poucas libras. Ambas as versões do Oric-1 tinham ROM de 16 KiB contendo o sistema operacional e um interpretador BASIC modificado.
Embora usando a mesma tecnologia de "teclado chiclete" do ZX Spectrum, o Oric-1 melhorou a sensibilidade táctil envolvendo as teclas com plástico e dando um retorno sonoro ("bipe") a cada vez que eram pressionadas (recurso desativável com CTRL+F). Possuía ainda um coprocessador de som programável, o GI 8912, e dois modos gráficos controlados por uma ULA semi-ASIC a qual também fazia a interface entre a UCP e a memória. Os dois modos eram um de apenas texto (LORES, embora com a capacidade de redefinir o conjunto de caracteres para produzir gráficos) com 28 linhas de 40 caracteres e um modo HIRES com 200 linhas de 240 pixels acima de três linhas de texto. Como o Spectrum, o Oric-1 sofria de "choque de atributos" (interferência de cores em áreas da tela)—embora em menor grau no modo HIRES, onde uma única linha de pixels podia ter cor diferente da linha abaixo, em contraste com o Spectrum, o qual (por razões de economia de memória) aplicava as cores de frente e de fundo em blocos de 8×8 pixels. Como se tratava de um produto voltado para o mercado doméstico, possuía um modulador RF para televisor, bem como uma saída RGB, e foi concebido para usar um gravador de cassetes como mídia de armazenamento.A rotina de verificação de programas gravados continha erros, o que acarretava falhas constantes no carregamento de programas.
De acordo com o sítio Oric World, cerca de 160.000 Oric-1 foram vendidos em 1983 no Reino Unido e outros 50.000 na França (onde foi o campeão de vendas do ano). Embora não tenha chegado a marca das 350.000 unidades previstas, foi o suficiente para que a Oric International, após dois incêndios suspeitos em sua linha de produção, fosse comprada em novembro de 1983 pela Edenspring por £ 4 milhões.

## Características
- Memória:
  - ROM: 16 KiB
  - RAM: 16/48 KiB

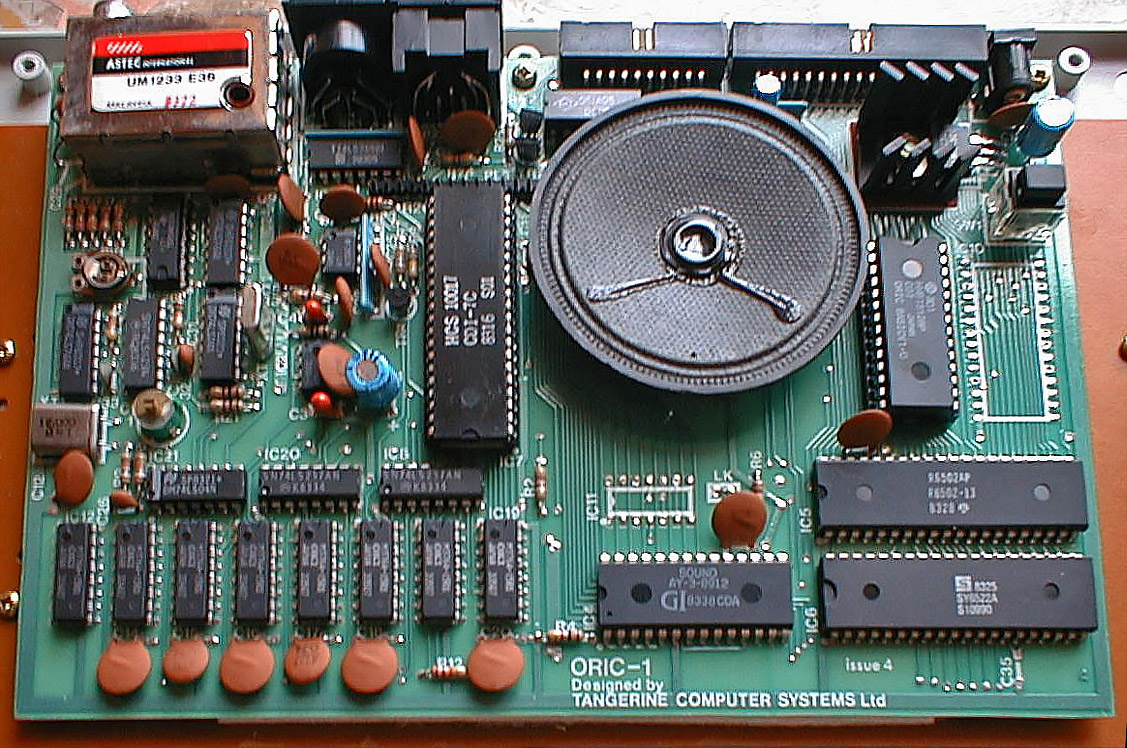
Placa-mãe de um Oric-1.

- Teclado: teclado chiclete, 57 teclas
- Display: 8 cores (apenas duas em alta resolução)
  - 40 X 28 (texto)
  - 240 x 200 (gráfico)
- Som: General Instruments AY-3-8912, três vozes, ruído branco
- Expansão:
  - 1 porta paralela Centronics
- Portas:
  - 1 saída para TV (modulador RF)
  - 1 saída para monitor de vídeo
  - Interface de cassete
- Armazenamento:
  - Gravador de cassete (300/2400 bauds)

## Prêmios
- Best Home Computer Award (França, 1983)